# Plaisance (Seychellen)
Plaisance (Frans voor Plezierplaats) is een centraal gelegen administratief district van de eilandstaat de Seychellen op het hoofdeiland Mahé. Het district Plaisance heeft een oppervlakte van zo'n drie vierkante kilometer en had bij de census in 2002 net geen 3400 inwoners.